# 法里德·曼苏罗夫
法里德·曼苏罗夫（1982年5月10日—），阿塞拜疆男子摔跤运动员。他曾代表阿塞拜疆参加2004年和2008年夏季奥林匹克运动会摔跤比赛，其中2004年奥运会获得一枚金牌。